# Stewart Tritle
John Stewart Tritle (* 22. März 1871 in Virginia City, Nevada; † 7. März 1947 in Saint Petersburg, Florida) war ein US-amerikanischer Tennisspieler.

## Biografie
Tritle war im Baugeschäft tätig und 1904 als Chef der Bauabteilung für die Louisiana Purchase Exposition tätig, in deren Rahmen auch die Olympischen Sommerspiele in St. Louis stattfanden. Dort nahm er selbst auch am Tenniswettbewerb teil. Im Einzel unterlag er in seinem ersten Match Dwight Filley Davis ebenso wie in der ersten Runde des Doppels, wo er mit Forest Montgomery gegen die Paarung aus Charles Cresson und Semp Russ verlor. Auch in den Demonstrationsveranstaltungen, bei denen er spielte, blieb er sieglos.